# Kevin Conneff

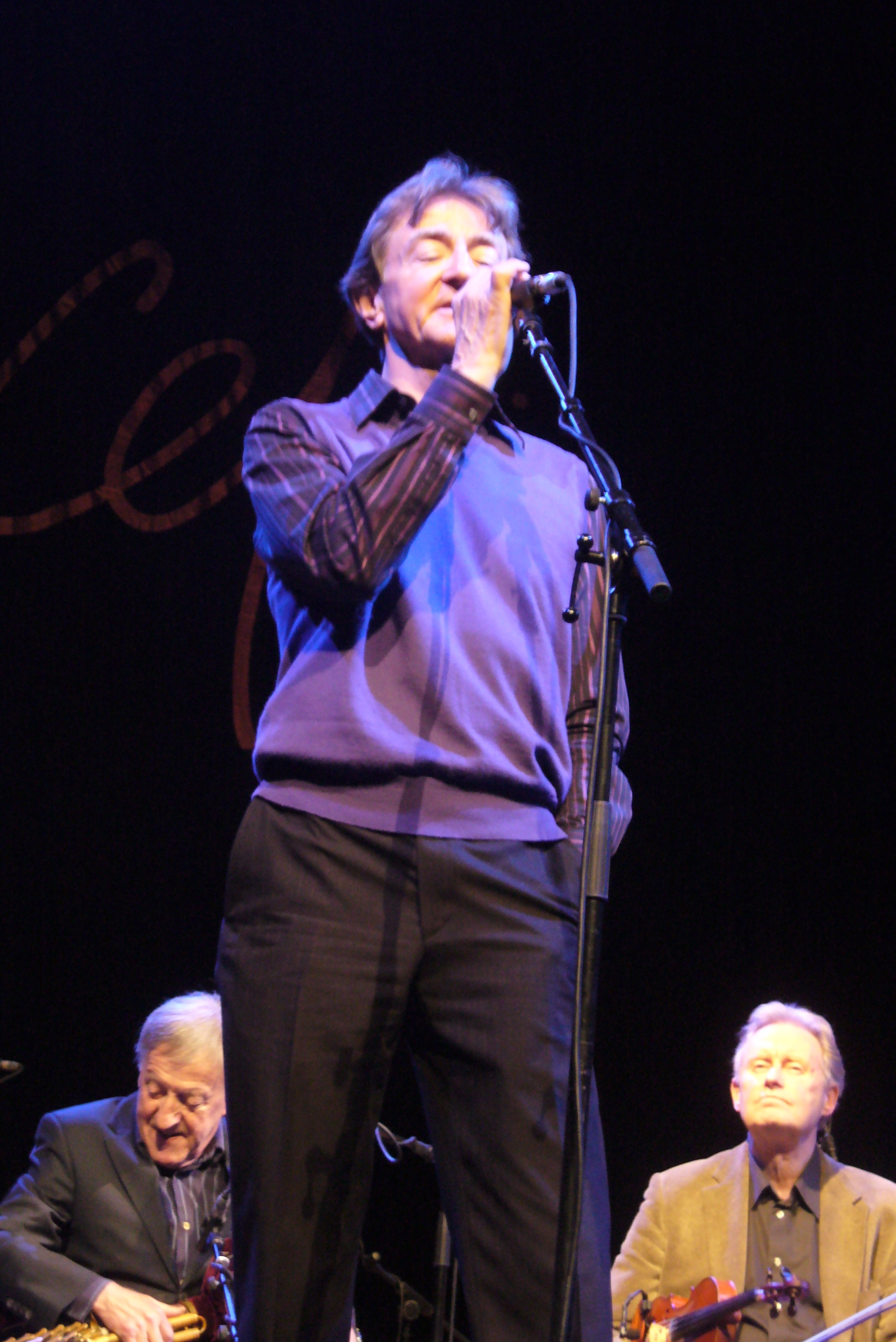
Kevin Conneff in 2010

Kevin Conneff (Dublin, 8 januari 1945) is een Ierse zanger en bodhránspeler.
Hij is vooral bekend door zijn optreden bij de befaamde Ierse folkband The Chieftains waar hij sinds het album Bonaparte's Retreat (1976) speelt. Hij zingt in het Gaelic en Engels in de seán-nos stijl.
Aan het eind van de zestiger jaren van de vorige eeuw maakte Kevin met Christy Moore het album "Prosperous" wat daarna het begin betekende van de oprichting van de groep Planxty.

The Chieftains raakten rond 1992 bevriend met Frank Zappa, die een liefhebber was van hun muziek. Frank was ernstig ziek en in de laatste jaren van zijn leven. Om hem op te vrolijken organiseerde zijn vrouw Gail Zappa avondjes waar allerlei artiesten en kunstenaars uitgenodigd waren. Op een van die avondjes heeft Kevin Conneff in Franks studio "The Green Fields of America" gezongen. Frank was erg ontroerd door dit prachtige 19e-eeuwse, a capella gezongen lied over emigratie. Op Franks verzoek is het lied gespeeld op zijn begrafenis op 7 december 1993. Conneff: "Dat is een van de grootste complimenten die ik ooit heb gekregen"

## Discografie
- Christy Moore : Prosperous, 1972/2008
- James Galway : Annie's Song and Other Galway Favorites - 1978
- James Galway - Greatest Hits 1988
- The Week Before Easter - 1988
- Marcus and P.J. Hernon : Beal á mHurlaigh - 1989
- Ali Farka Toure: The River - 1990
- Lament - 1992/1993
- Paul McGrattan : The Frost is All Over - 1992
- Port Na Coille - Clo Iar 1994
- The Dubliners: 30 Years A-Graying - 1995
- Barry Gleeson: Path Across the Ocean - 1996
- The Long Journey Home - 1998
- James Keane: With Friends Like These - 1998
- Carlos Nunez: Os Amores Libres - 1999
- James Keane: Live in Dublin, 1999
- Various Artists : Pure Bodhran - The Definitive Collection (Double) - 2000

Zie ook The Chieftains voor zijn albums met deze groep
- Bibsys: 5047631
- Gemeinsame Normdatei: 134804376
- International Standard Name Identifier: 0000 0000 5913 4186
- Library of Congress Control Number: n93115807
- MusicBrainz: 1d4d96ea-5de0-4d6d-aeb1-6f3dea0338f4
- Nationale Bibliotheek van Tsjechië: xx0094187
- Nationale Bibliotheek van Israël: 987012289227305171
- Virtual International Authority File: 86418252
- WorldCat: E39PBJgMwgQh9W9QtTYbVK8XBP